# Kita-Sanjūyo-Jō (métro de Sapporo)
Kita-Sanjūyo-Jō (北34条駅, Kita-Sanjūyo-Jō-eki) est une station du métro de Sapporo au Japon. Elle est située dans l'arrondissement de Kita à Sapporo.

## Situation sur le réseau

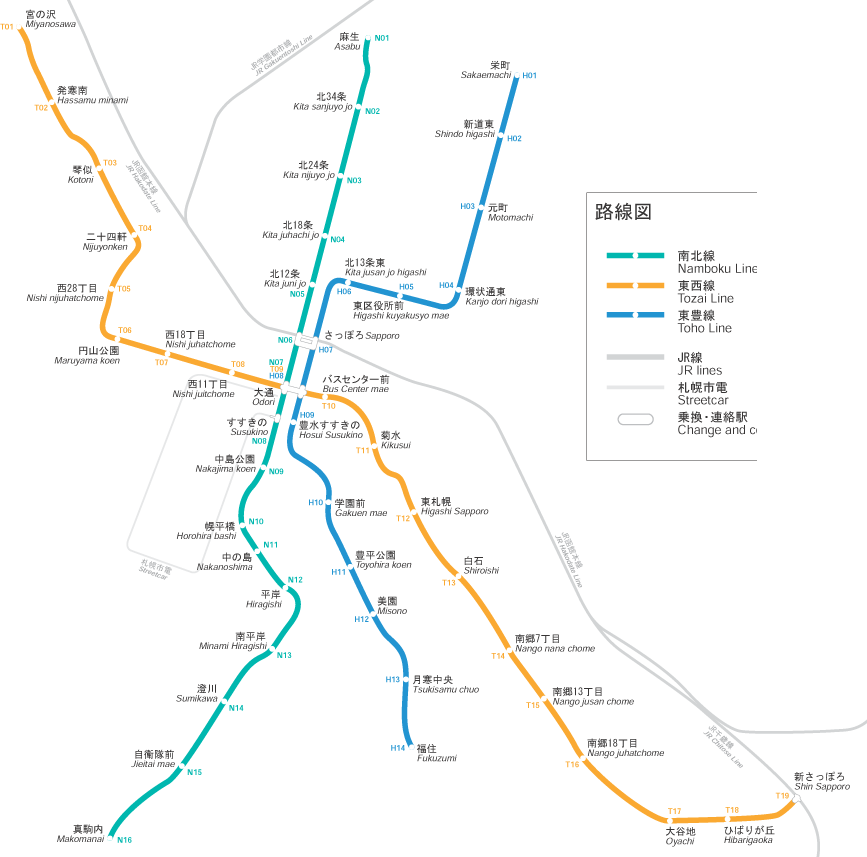
Plan du métro.

Établie en souterrain, la station est située au point kilométrique (PK) 1,0 de la ligne Namboku entre la station Asabu, le terminus nord, et la station Kita nijuyo jo, en direction du terminus sud Makomanai.

## Histoire
La station a été inaugurée le 16 mars 1978.

## Services aux voyageurs

### Accès et accueil
La station est ouverte tous les jours.

### Desserte
- Ligne Namboku :
  - voie 1 : direction Makomanai
  - voie 2 : direction Asabu